# Aloe amudatensis
Aloe amudatensis (укр. Алое амудатензис, Алое амудатське)  — сукулентна рослина роду алое.

## Етимологія
Видова назва походить від місця зростання біля міста Амудат в Уганді.

## Місця зростання
Кенія, Уганда. Росте на піщаних ґрунтах серед листяних чагарників на висоті 914–1340 м над рівнем моря.

## Опис
Безстебельна рослина. Листків близько 12, 20-25x4-5 см, зеленого або жовто-зеленого кольору з щільними білуватими плямами. По краях листя розташовані коричневі зубчики 2 мм завдовжки, 3-8 мм один від одного. Суцвіття 50-60 см, розгалужені на 2 — гілки. Квіти коралового, рожевого до червоного кольору.
Подібний до кенійського Aloe ellenbeckii, але відрізняється більшим, широким жовтувато-зеленим листям з великими зубчиками і одноколірними квітами.
Утворює гібриди з Aloe tweedieae у східній Уганді (Амудат).